# Hadisch

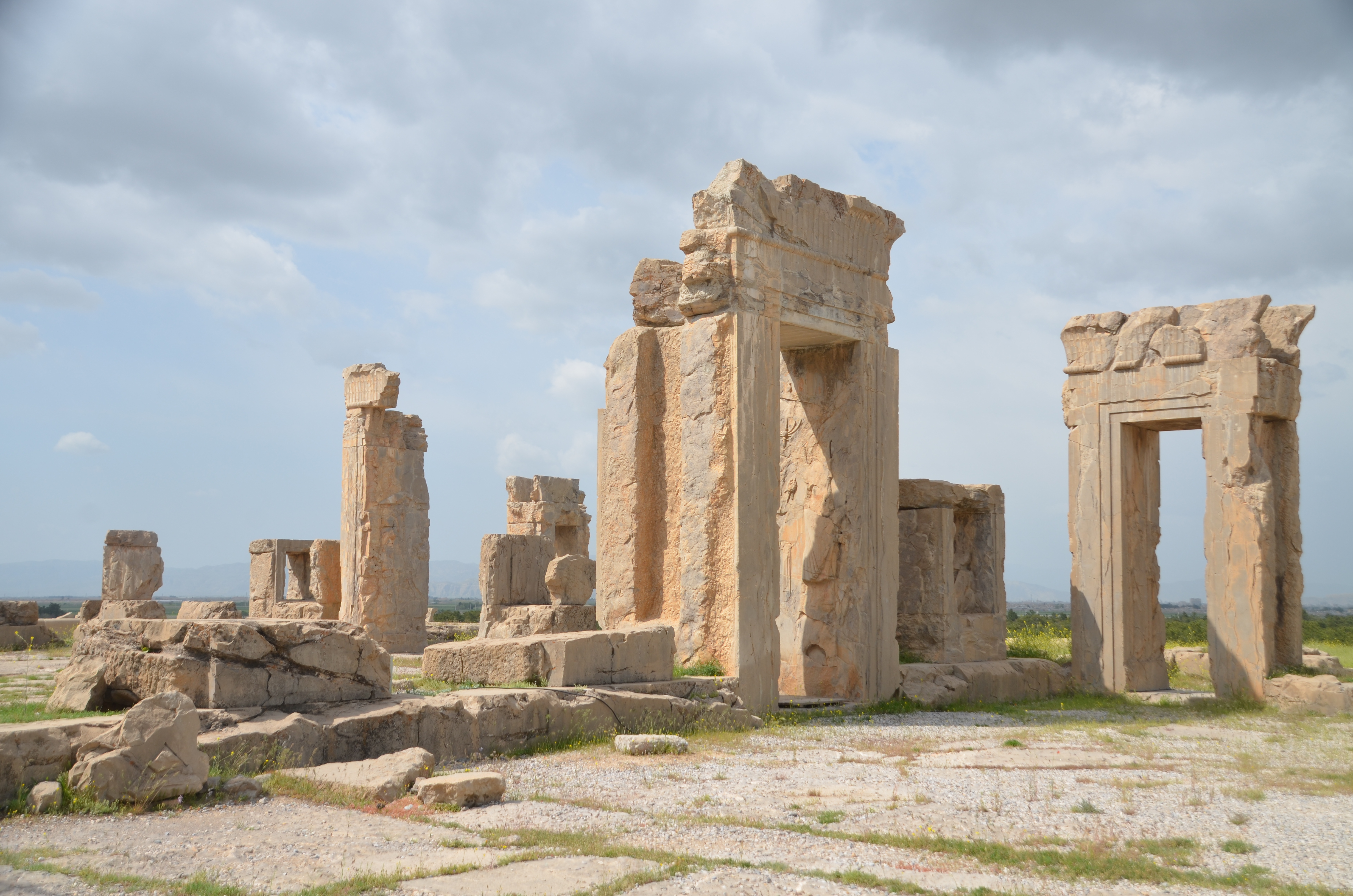
Hadisch des Xerxes I. in Persepolis

Das Hadisch (altpersische Transkription hadiš, altpersische Transliteration h-di-i-š, Neutrum) ist eine altpersische Bezeichnung für einen größeren Gebäudekomplex oder Teile davon. Neben Apadana und Tacara ist es der dritte Ausdruck für Palast, der von den achämenidischen Inschriften überliefert ist. Er taucht in Inschriften aus Susa (DSj, XSa, XSc, D2Sb und A2Sc) und Persepolis (XPc und XPd) auf. Hadisch wird in den Inschriften sowohl für den Palast von Dareios I. als auch für denjenigen von Xerxes I. verwendet. Dareios II. und Artaxerxes II. haben die Bezeichnung ebenfalls verwendet.